# Scrisoare de credit
Scrisoarea de credit, sau acreditivul documentar este un instrument de plată, prin care o bancă, denumită bancă emitentă, acționând la ordinul și în conformitate cu instrucțiunile unui client (ordonator/importator) se obligă contra prezentării unui set de documente strict conforme cu condițiile și termenii ordonatorului. Banca emitentă are obligația să efectueze plata în favoarea unui terț denumit beneficiar (exportator) sau să autorizeze o altă bancă să facă plata.